# Lasiancistrus
Lasiancistrus es un género de peces de la familia de los oricáridos del (orden de los siluriformes. Incluye al menos seis especies: L. caucanus, L. guacharote, L. heteracanthus, L. saetiger, L. schomburgkii, and L. tentaculatus.

## Distribución y hábitat
Se encuentran en toda la cuenca del río Amazonas, en la alta y media del Orinoco, la del río Rupununi (drenaje del río Esequibo), en el drenaje del Lago de Maracaibo y los drenajes del occidente de los Andes en Colombia y Panamá hasta el río Bayano. 
L. caucanus tiene una distribución trasandina, en los ríos Magdalena, Atrato, San Juan, Tuyra, Bayano y drenajes en Colombia y Panamá. L. guacharote se encuentra de la cuenca del Lago de Maracaibo de Venezuela y Colombia. L. heteracanthus habita en la parte alta del río Napo, en Ecuador y en la parte baja del río Napo y la parte superior del río Amazonas en el Perú. L. saetiger se conoce por una sola colección de peces del río Guamá, afluente del río Capim, un drenaje que desemboca en el Atlántico al sureste de la desembocadura del Amazonas. L. schomburgkii tiene el mayor rango de la especie, y se encuentra en gran parte de la cuenca del Amazonas y el Alto Orinoco y de la cuenca del río Esequibo. L. tentaculatus´´ se encuentra en la cuenca del río Orinoco de Colombia y Venezuela y en la cuenca del Lago de Valencia, Venezuela.
Viven generalmente en los arroyos pequeños, típicamente en las corrientes rápidas. Sin embargo, algunos de los arroyos donde se puede encontrar están en las tierras bajas, que por lo observado no son una barrera para el movimiento de estas especies. Son más frecuentes en las corrientes menores del piedemonte y es más probable que se propaguen más allí entre los ríos y no en las tierras bajas.

## Descripción
Los adultos presentan odontoides (dientes dérmicos) velludos, en forma de bigote, sobre las mejillas. Los machos sexualmente maduros presentan tentáculos carnosos en los lomos de la aleta pectoral, más largos que sus odontoides asociados. Se diferencian del género  Ancistrus porque poseen placas a lo largo del borde del hocico y por presentar los tentáculos translúcidos sobre el hocico asociados con odontoides. El hocico de los machos sexualmente maduros es casi cuadrado, en contraste con el de redondeado de las hembras y ejemplares juveniles.
Alcanzan hasta 19 cm de longitud. El cuerpo está notoriamente comprimido dorsoventralmente y es moderadamente ancho. La cabeza y la nuca forman una suave pendiente hasta la inserción de la aleta dorsal. La superficie ventral es plana. Los ojos son pequeños a medianos. La aleta caudal presenta el lóbulo inferior más largo que el lóbulo superior. La aleta dorsal del iris está presente.
No se observaron diferencias morfológicas o esqueléticas entre las especies de Lasiancistrus y las únicas diferencias entre especies son el grado de recubrimiento abdominal y la coloración. L. schomburgkii tiene el cuerpo y las aletas con pequeñas manchas blancas de la mitad del diámetro de las placas, las cuales son totalmente oscuras o con manchas pequeñas. L. saetiger tiene cuerpo y aletas pares con grandes manchas blancas, casi del mismo tamaño que las placas, con la aleta dorsal sin manchas; sus placas son delineadas en negro. En el resto de las especies, la aleta dorsal tiene manchas negras y el cuerpo tiene marcas oscuras y cuando se presentan marcas claras, son trazos o líneas gruesas; el cuerpo nunca es totalmente oscuro. En L. caucanus y L. tentaculatus, el abdomen carece de placas. El macho de L. caucanus tiene odontoides bigote sobre la esquina del hocico y aleta caudal emarginate; mientras el de L. tentaculatus tiene tentáculos y una aleta caudal bifurcada. En las dos especies restantes, el abdomen tiene placas en al menos una pequeña porción hacia inserción de la aleta pectoral; en L. heteracanthus, el abdomen tiene placas debajo de toda la cintura pectoral y sobre el abdomen, mientras que L. guacharote, tiene sólo un par de placas en la inserción de la aleta pectoral.

## Taxonomía
Lasiancistrus fue primero descrito como un subgénero de Ancistrus en 1904, incluyendo A. heteracanthus, A. pictus, A. mystacinus y A. guacharote. Posteriormente fue elevado a nivel de género, y varias especies aún no clasificadas, fueron incluidas. Muchas de estas especies fueron desde entonces trasladadas a otros géneros, tales como Pseudolithoxus.
La mayoría de las especies de Lasiancistrus fueron descritas a partir de unos pocos especímenes y el género fue revisado en 2005, estableciédose la sinonimia de muchas de las especies hasta ahora descritas y manteniéndose cuatro especies, L. caucanus, L. guacharote, L. heteracanthus y L. schomburgkii y agregando dos nuevas especies L. saetiger y L. tentaculatus.
Esta propuesta puede resumirse así:
- L. heteracanthus
- L. guacharote'
  - L. maracaiboensis
  - L. mystacinus
- L. schomburgkii
  - L. castelnaui
  - L. caquetae
  - L. guapore
  - L. multispinis
  - L. pictus
  - L. scolymus
- L. caucanus
  - L. planiceps
  - L. mayoloi
  - L. volcanensis
- L. saetiger
- L. tentaculatus